# Eduardo Dato
Eduardo Dato e Iradier (La Coruña, 12 de agosto de 1856-Madrid, 8 de marzo de 1921) fue un abogado y político español, varias veces ministro y presidente del Consejo de Ministros durante el período de la Restauración.
Figura destacada del Partido Conservador, ocupó las carteras de Gobernación, Gracia y Justicia, Estado y Marina, así como la presidencia del Consejo de Ministros en tres ocasiones. Cuando se produjo el estallido de la Primera Guerra Mundial, en 1914, Dato ejercía la presidencia del gobierno y decretó la neutralidad española en el conflicto. Más adelante debió hacer frente a la violencia que azotaba Barcelona por los conflictos laborales entre patronos y obreros, aplicando una política represiva contra el movimiento anarcosindicalista. En marzo de 1921 fue asesinado durante un atentado contra su persona.
A lo largo de su carrera política también desempeñó los cargos de alcalde de Madrid y presidente de Congreso de los Diputados, siendo además varias veces diputado en las Cortes por los distritos de Murias de Paredes y Vitoria.

## Biografía

### Orígenes
Nacido el 12 de agosto de 1856 en La Coruña, hijo del murciano Carlos Dato y Granados con la alavesa Rosa Lorenza Iradier y Arce y nieto paterno de Carlos Dato Camacho y Marín y de Cayetana Ruperta Granados y García, se trasladó a Madrid muy joven junto con su familia.
Estudió en la Universidad Central y en 1875 se licenció en Derecho Civil y Canónico.
A lo largo de su vida mantuvo una salud deficiente, pasando largas estancias en sanatorios de montaña. De acuerdo con Maximiano García Venero, Eduardo Dato habría podido sufrir una tuberculosis «de evolución lentísima».

### Carrera política

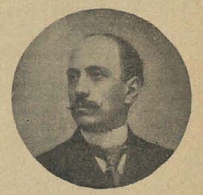
Dato hacia 1889.

Viajó por el extranjero, lo que le proporcionó una amplia cultura y el conocimiento de otras lenguas. Pronto adquirió prestigio como abogado, por sus dotes oratorias. La reputación profesional de su bufete madrileño y su relación con Francisco Romero Robledo le abrió las puertas a la alta política, adscrito desde los 28 años al Partido Conservador de Cánovas del Castillo. Sin embargo, tras su asesinato, su carrera política se vio interrumpida al sumarse a los disidentes encabezados por Francisco Silvela. 
En las elecciones de 1884 obtuvo acta de diputado por el distrito electoral de Murias de Paredes, logrando revalidar su escaño en los comicios de 1891, 1893, 1896, 1898, 1899, 1901, 1903, 1905, 1907, 1910 y 1914. En las elecciones de 1914 también obtuvo escaño por el distrito de Vitoria. Desde ese momento se presentaría por la capital alavesa, revalidando su acta de diputado por este distrito, sucesivamente, en 1916, 1918, 1919 y 1920.
A la muerte de Alfonso XII se unió a las posiciones de Romero Robledo, que estaba en desacuerdo con la cesión de poder que Cánovas, el jefe del partido, hacía a los líderes mediante el sistema de turnos. La discusión de este asunto en las Cortes ocasionó la ruptura entre Cánovas y Francisco Silvela así como la disidencia de Dato y de un importante sector del partido.
Muerto Cánovas y liquidado el Gobierno de Sagasta que había presidido el Desastre del 98, Dato ocupó la cartera de Gobernación en el gabinete regeneracionista dirigido por Silvela (1899, 1900). Desde su ministerio comenzó a dar forma a la primera legislación laboral programada por un gobierno de la Restauración. Influido por el catolicismo social, Eduardo Dato es  el político que convertiría la defensa de los trabajadores en un programa definido de gobierno en los ámbitos económico y social. Así inauguraría la legislación social en España con dos leyes importantes (la que establecía mecanismos preventivos y compensaciones económicas por los accidentes de trabajo, y que establecía una regulación tuitiva del trabajo de las mujeres y niños en las fábricas: Ley de Accidentes de Trabajo de 30 de enero de
1900, Ley sobre trabajo de mujeres y niños de 13 de marzo de 1900). Estas dos leyes constituyeron un paso importante para la época al dar forma jurídica a la necesidad de establecer mecanismos de protección social públicas.
En 1902 figuró como ministro de Gracia y Justicia en el gabinete Silvela, que llevó a las Cortes la Ley de Bases de la Administración Local.

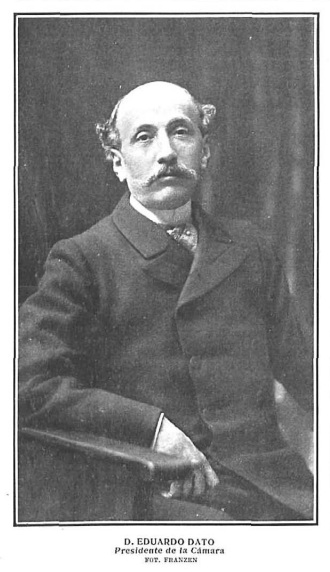
Dato fotografiado por Christian Franzen (c. 1907)

Con Antonio Maura como líder del partido, Dato no ocupó carteras ministeriales durante el gobierno de aquel, 1907-1909. Fue sin embargo de importancia alcalde de Madrid entre el 28 de enero y el de 7 de mayo de 1907 y presidente de las Cortes Generales.
En 1913, tras el asesinato de José Canalejas y agotado el mandato liberal del conde de Romanones, Dato aceptó el encargo del Rey de formar gobierno en lugar de Antonio Maura, que había puesto condiciones inaceptables para el monarca. Desde entonces el partido se escindiría entre los "idóneos" (el grupo mayoritario) y los «mauristas», seguidores de Antonio Maura y más radicales en sus planteamientos.

### Presidencia del Consejo de Ministros

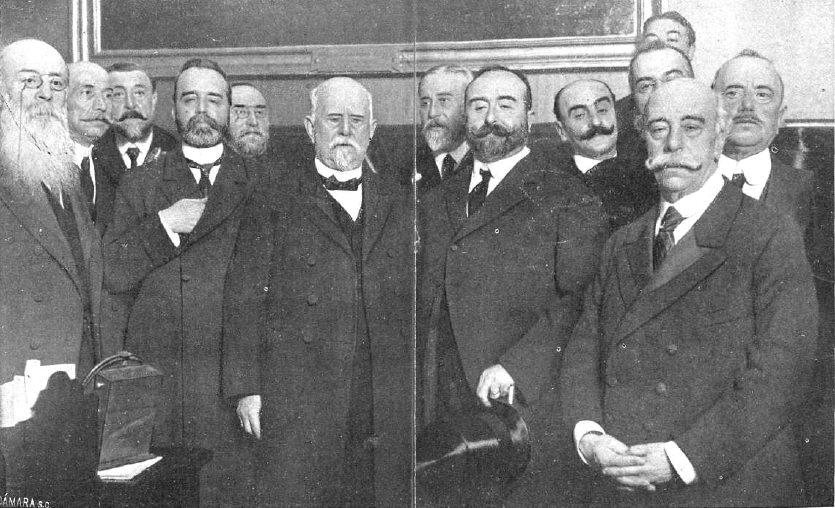
Fotografiado junto a otros miembros del Partido Conservador, en 1913. De izquierda a derecha, Alejandro Pidal, Eduardo Dato, José Sánchez Guerra, Marcelo Azcárraga, Juan de la Cierva y Luis Pidal.

Su primer mandato como presidente del Consejo de Ministros se produjo entre el 27 de octubre de 1913 y el 9 de diciembre de 1915. Mediante real decreto de 18 de diciembre de 1913, aprobó el proyecto de ley de Canalejas de 1912 que recogía parte de las solicitudes de las diputaciones provinciales catalanas formuladas por Prat de la Riba en 1911, permitiendo la constitución de la Mancomunidad de Cataluña en 1914. En cuanto a política exterior, Dato decretó tras el estallido de la Primera Guerra Mundial la neutralidad de España el 30 de julio de 1914. Supo mantener a España en esa posición de neutralidad durante los años que duró el conflicto, a pesar de la división que se formó en el país entre los denominados «germanófilos» y los partidarios de los aliados.
A la sombra del conflicto mundial y del extraordinario enriquecimiento de determinados sectores económicos, durante estos años se produjo un fuerte alza de precios que se tradujo en un descenso del nivel de vida para las capas sociales menos pudientes.
Después del bienio liberal de 1915 a 1917 del conde de Romanones que había ganado las elecciones de 1916, Dato volvió al poder en un momento en que arreciaban las protestas por las condiciones laborales y la carestía de la vida. Su segundo gobierno tuvo lugar entre el 11 de junio y el 3 de noviembre de 1917. Al día siguiente de asumir la presidencia del Consejo de Ministros legalizó las Juntas de Defensa, que se habían formado unas semanas y habían sido el punto de inicio de la denominada crisis de 1917. Además, el 25 de junio decretó la suspensión de garantías constitucionales para toda España. En Barcelona, al tiempo que se reunía la Asamblea de Parlamentarios convocada por Cambó, estallaba la huelga general revolucionaria de agosto de 1917 con el apoyo de los dos grandes sindicatos (UGT y CNT). Ante una crisis social e institucional de esta magnitud, Dato no dudó en recurrir al ejército para sofocar la huelga. A pesar de la represión empleada, para el mes de octubre las protestas continuaban muy activas y el gobierno Dato gozaba cada vez de menos autoridad. El 25 de octubre las Juntas de Defensa lanzaron un ultimátum al gobierno con sus reclamaciones, lo que acabaría precipitando una crisis de gobierno. Para facilitar la salida de la crisis, el rey le sustituyó por el liberal Manuel García Prieto, al frente de un gobierno de concentración nacional en el que también participaba un catalanista, Juan Ventosa.
En marzo de 1918 se produjo una nueva crisis de gobierno. En lo que Manuel Tuñón de Lara ha calificado como «encerrona», el rey Alfonso XIII se reunió en palacio con los principales líderes políticos —entre ellos Eduardo Dato— y les manifestó que, de no alcanzarse de acuerdo, él dejaría la corona y abandonaría el país. Como consecuencia, el conservador Antonio Maura formó el llamado «Gobierno de concentración nacional», que incorporaba a liberales, conservadores y miembros de la Lliga Regionalista. Dato también entró a formar parte del gabinete como ministro de Estado, que desempeñaría entre el 22 de marzo y el 9 de noviembre de 1918.

### Última etapa y asesinato
En mayo de 1920, siendo jefe del Partido Conservador, volvería a presidir por tercera vez el Consejo de Ministros; además de la jefatura del gobierno, Eduardo Dato también ostentó la cartera de Marina. Reflejo de la situación socioeconómica del momento, este gabinete incorporó un nuevo departamento: el Ministerio de Trabajo.

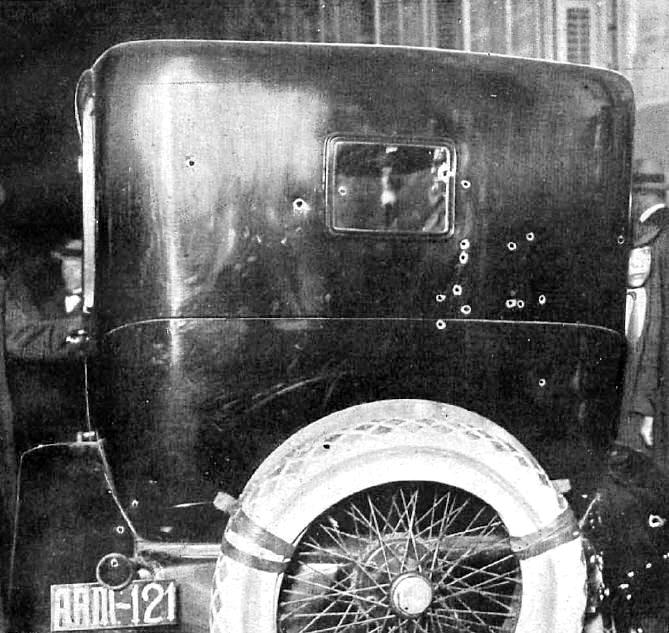
Foto de la parte posterior del automóvil en el que fue asesinado Dato cuando el vehículo atravesaba la Plaza de la Independencia en la que se aprecian los agujeros de bala.

Durante su presidencia el ambiente en Barcelona entre patronal y centrales sindicales alcanzó una gran virulencia. Para lidiar con este problema, inicialmente buscó una política de compromiso: situó al moderado Francisco Bergamín García como ministro de la Gobernación y al ingeniero Federico Carlos Bas como gobernador civil de Barcelona. Sin embargo, durante los siguientes meses la violencia callejera se recrudeció, al punto de que el conde de Salvatierra —antiguo gobernador civil de Barcelona— sería asesinado por anarquistas. Sometido a una gran presión por parte de los industriales catalanes, finalmente Dato nombraría en noviembre de 1920 al candidato sugerido por estos para el cargo de gobernador civil de Barcelona: el general Severiano Martínez Anido.
Lejos de poner fin a la violencia crónica que había imperado en Barcelona, desde su llegada Martínez Anido fomentó una campaña de violencia que buscaba acabar con el gran poder sindical que ostentaba la Confederación Nacional del Trabajo (CNT). No tardó en ignorar las directivas del gobierno central y actuar de forma independiente, ignorando también la aplicación en repetidas ocasiones de la «Ley de fugas» por las fuerzas de seguridad. La patronal catalana se mostró eufórica con la nueva situación.
El 8 de marzo de 1921, mientras se dirigía en coche oficial a su domicilio, Eduardo Dato fue víctima de un atentado. En torno a las 20:14 horas, cerca de la Puerta de Alcalá, tres pistoleros anarquistas —Pedro Mateu, Luis Nicolau y Ramón Casanellas— se acercaron en una moto con sidecar y dispararon varias ráfagas contra su vehículo, utilizando pistolas Mauser C-96 alcanzando al presidente del gobierno. Fallecería posteriormente, a pesar de los esfuerzos de sus ayudantes por trasladarle a la Casa del Socorro. De acuerdo con la versión sostenida por varios historiadores, Dato habría sido asesinado ante la imposibilidad de atentar contra Martínez Anido, que se encontraba muy protegido.
Tras su asesinato se decretaron tres días de luto oficial y durante su sepelio se le llegaron a tributar honores de capitán general. Su cortejo fúnebre, presidido por el rey Alfonso XIII, transitó por las calles de Madrid y constituyó una manifestación de duelo popular. El maurista Manuel Allendesalazar le sucedería en la jefatura del gobierno.

## Semblanza e ideología

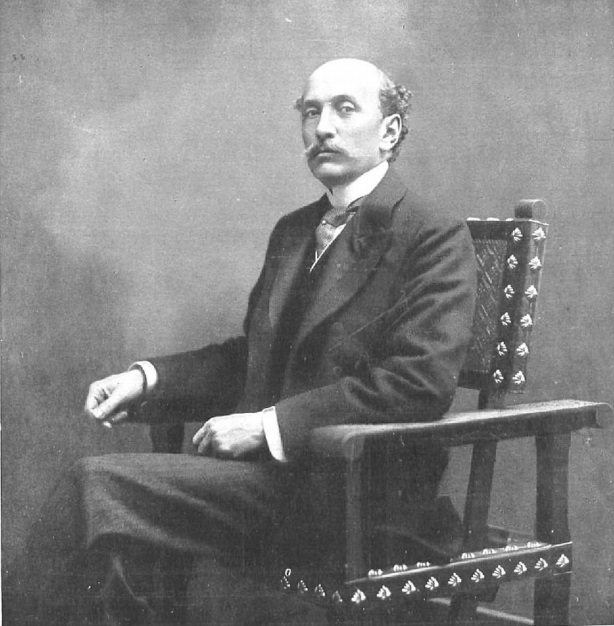
Fotografiado por Kaulak.

Enmarcado en el llamado regeneracionismo conservador, Feliciano Montero ha destacado en Dato una posición «social-reformista». En un discurso de 1910 en la Real Academia de Ciencias Morales y Políticas, Justicia Social, se mostró crítico con el solidarismo proveniente de Francia; estimaba sin embargo compatibles la caridad cristiana y la justicia social.
Académico de número de la Real Academia de Ciencias Morales y Políticas desde 1905, también fue miembro de la Real Academia de Jurisprudencia y Legislación, institución de la cual sería elegido presidente en tres ocasiones (1906, 1907 y 1907). En calidad de hombre de leyes, desde 1913 fue representante de España en el Tribunal de La Haya —del cual llegó a ser vicepresidente— y director de la Revista General de Legislación y Jurisprudencia. La nota fundamental de su carrera política fue la firmeza de sus convicciones, su lealtad a la dinastía borbónica y su defensa de la ley. Iniciador de reformas sociales, se preocupó por el trabajo femenino e infantil. Fue el creador del Ministerio de Trabajo, legislando sobre los accidentes laborales y sobre el ascenso en la magistratura por antigüedad.

## Familia

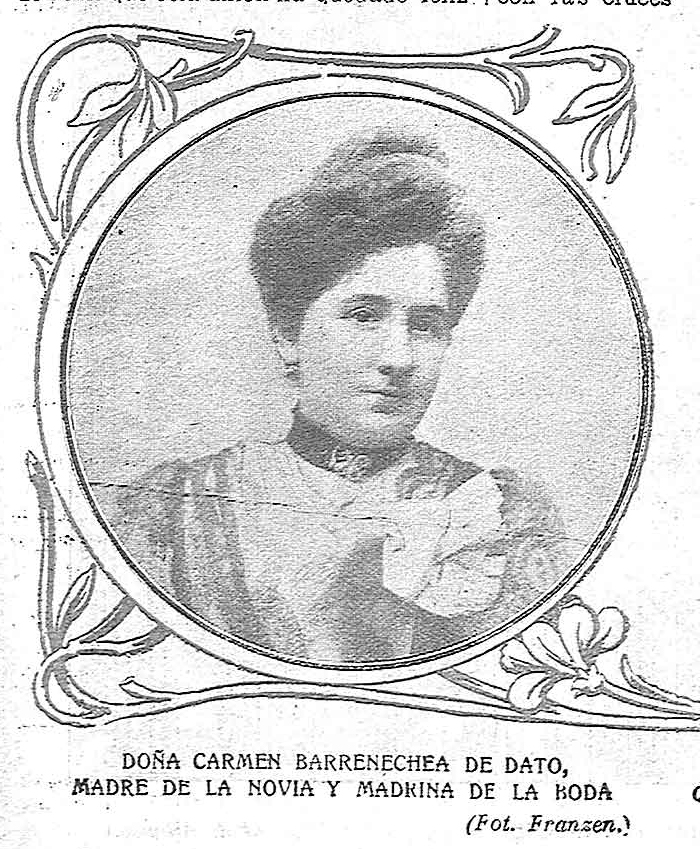
María del Carmen Barrenechea, esposa de Eduardo Dato.

Casado con María del Carmen Barrenechea y Montegui, 1.ª duquesa de Dato, con la que tuvo tres hijas:
- Isabel Dato y Barrenechea, 2.ª duquesa de Dato. Murió soltera en 1937.
- María del Carmen Dato y Barrenechea, 3.ª duquesa de Dato (Madrid, 6 de diciembre de 1885 - 1954). Casada con Eugenio Espinosa de los Monteros y Bermejillo, con el que tuvo dos hijos
- María de la Concepción Dato y Barrenechea (Madrid, 2 de mayo de 1890 - Madrid, 16 de septiembre de 1973). Casada en París el 25 de abril de 1922 con Ernesto de Zulueta e Isasi, hijo de los marqueses de Álava, vizcondes de Casa Blanca (Bilbao, 26 de abril de 1892 - Madrid, 9 de septiembre de 1969), diplomático, con descendencia, incluido el también diplomático Eduardo de Zulueta y Dato (1923-2020).

## Distinciones
Recibió las siguientes condecoraciones: el collar de la Orden de Carlos III de manos del rey de España, la medalla penitenciaria de oro y la gran cruz de la Orden de San Gregorio Magno y de la Orden de Cristo de Portugal. Como homenaje póstumo, el rey Alfonso XIII confirió el Ducado de Dato a su hija y heredera.
Eduardo Dato es hijo adoptivo de Vitoria y tiene dedicado el nombre de su calle principal. También tienen rotuladas calles en su honor Zaragoza, Calatayud, Córdoba, Madrid, Palencia, Palma de Mallorca, Sevilla y Alicante. Tiene un busto dedicado en el Palacio de la Mutualidad de “La Alianza”, en Barcelona.

## Obras
- Dato Iradier, Eduardo (1915) El gobierno y la cuestión económica. Discursos pronunciados por... en el Senado. Madrid: (S.i.). 41 pp. (Senado, Sig. F.A. Caja 243-22).
- Dato Iradier, Eduardo (1915) Las Reformas Militares en el Congreso. Discurso pronunciado por el Excmo. Sr. D. ..... Presidente del Consejo de Ministros en el Congreso de los Diputados el 24 de noviembre de 1915. Madrid: Fortanet, 21 x 13’5 cm, 16 pp.

## Notas

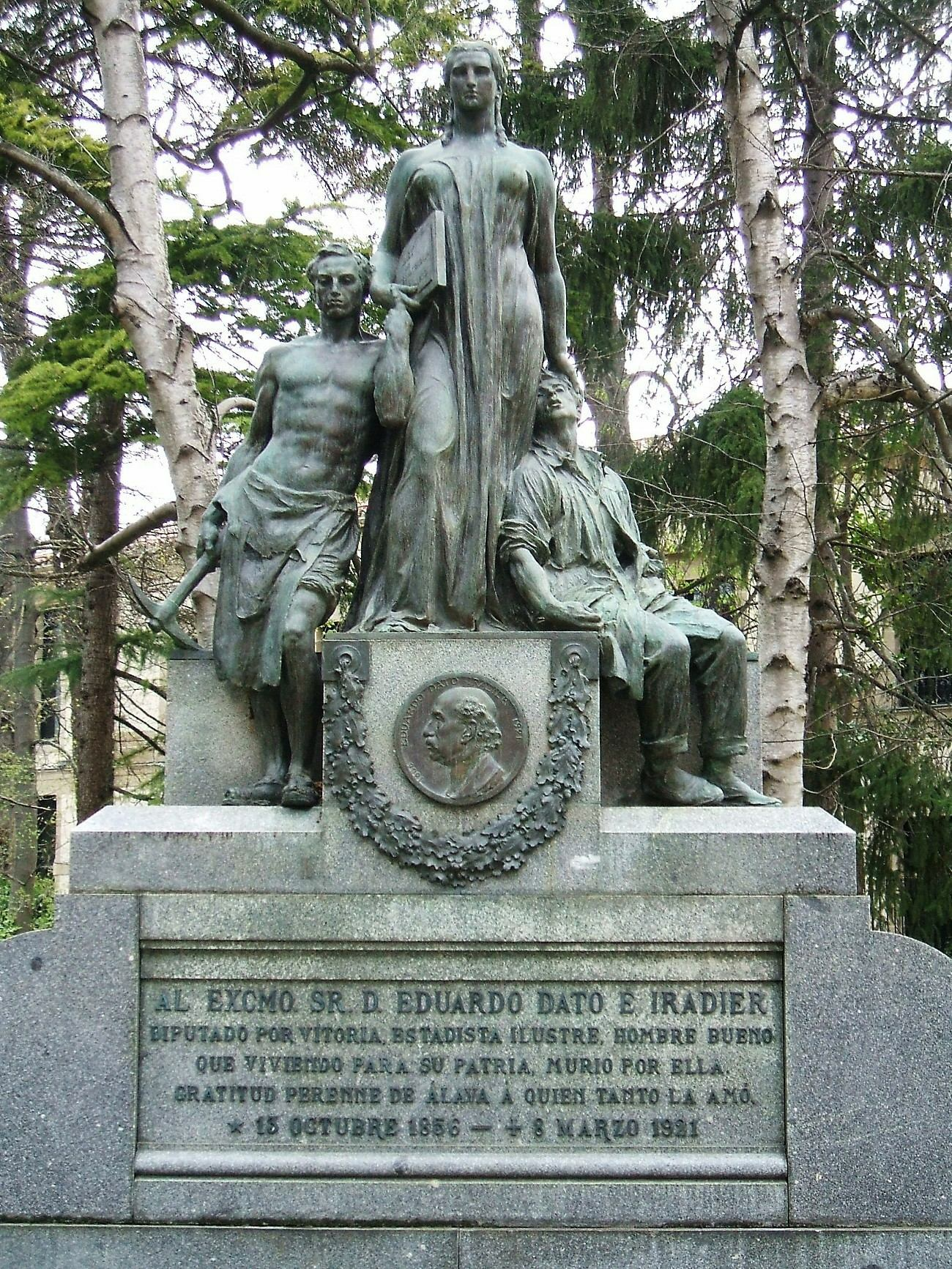
Monumento a Eduardo Dato en Vitoria

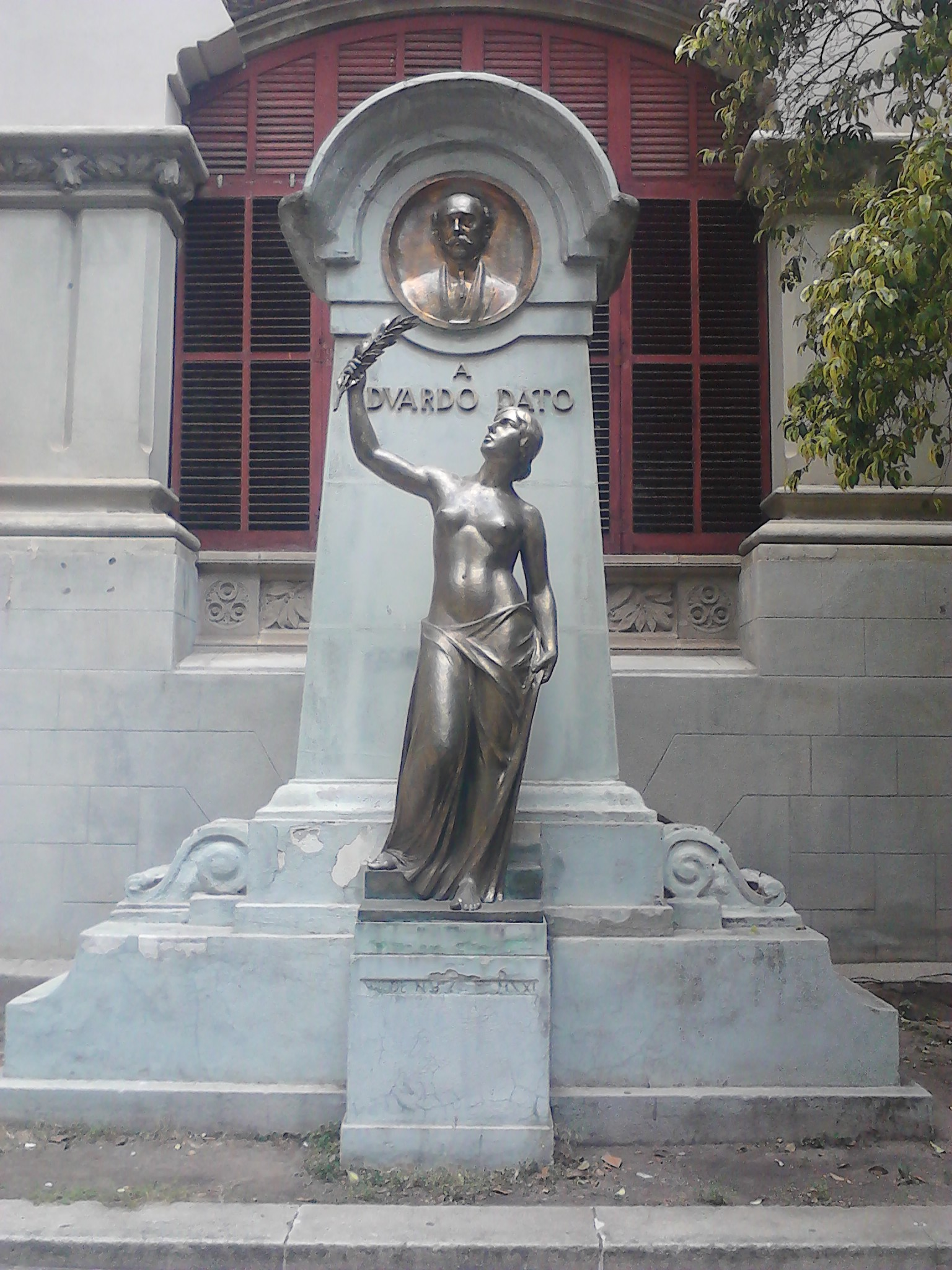
Monumento a Eduardo Dato en Barcelona

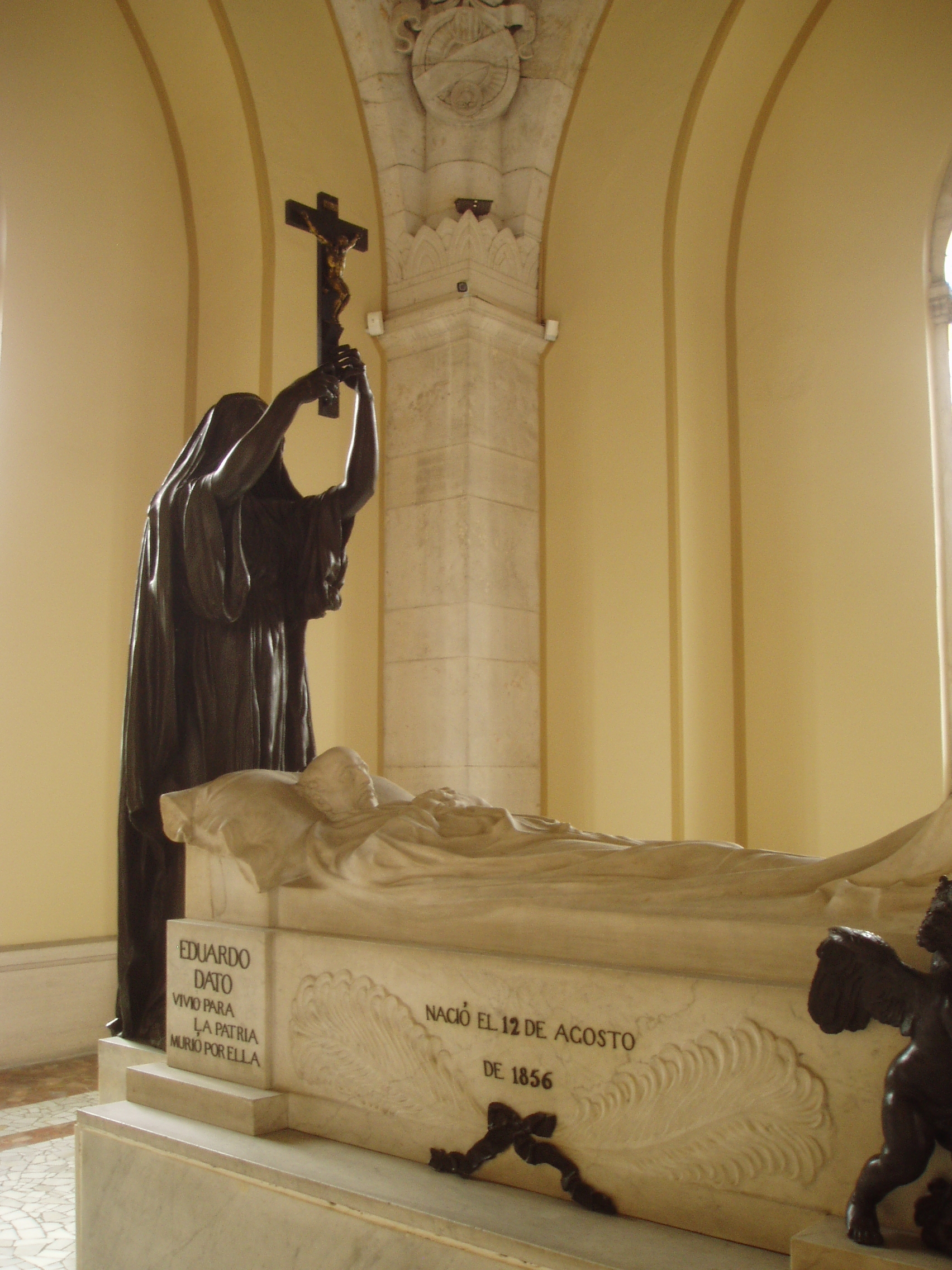
Mausoelo de Eduardo Dato en el Pabellón de Hombres Ilustres de Madrid